# Bernard Montgomery
Bernard Law Montgomery, 1º Visconde Montgomery de Alamein KG GCB DSO PC DL (Londres, 17 de novembro de 1887 — Alton, 24 de março de 1976)  foi um oficial militar britânico durante a Segunda Guerra Mundial por vezes referido como "Monty". Frequentou o Royal Military College, em Sandhurst. Casou-se com Elizabeth Carver e teve um filho, chamado David.
Combateu na Primeira Guerra Mundial, onde alcançou o posto de tenente-coronel e sofreu dois tiros, um sendo no peito, ficando 3 horas no campo de batalha até ser retirado e receber atendimento. Durante a Guerra Irlandesa de Independência (1919-1921), Montgomery foi o oficial em comando do condado de Cork, Irlanda o maior condado da área. Este conflito foi notável pela sua ferocidade e pelas represálias levadas a efeito pelas forças do Reino Unido. Foi promovido a general em 1938. Durante a campanha na França em 1940, ele comandou uma das divisões britânicas, e evacuou em Dunkirk.

## Norte da África
Em agosto de 1942, o primeiro ministro Winston Churchill apontou Montgomery como comandante do 8º Exército Britânico (ficando conhecido como "Ratos do Deserto") na Campanha do Norte da África. Montgomery com sucesso fez recuar Erwin Rommel, obrigando-o a retirar-se do Egito após a Segunda Batalha de El Alamein.
Em alguns dias após ter alcançado o comando do 8º Exército Britânico, ele mudou toda a atmosfera. De um temor do inimigo, a Afrika Korps de Erwin Rommel, e sensação de derrota, ele fez com que o exército se sentisse confiante, e afirmou que segurariam aonde estavam, mandando queimar todos os planos do antecessor de evacuar para o Nilo. Além disso, afirmou que se Rommel queria atacar, ótimo, pois Monty (como logo os soldados começaram o apelidar) o enfrentaria em uma posição de sua escolha. Sendo assim ele começou o preparativo para a batalha de Alam el Halfa, protegendo a posição, criando a rotina de treinamento dos soldados, e ganhando o apoio da força aérea britânica na região, a Desert Air Force.
Quando Rommel atacou, ele ficou abismado por não ter conseguido o efeito surpresa que queria, porém ficou travado por sua própria reputação e a moral de seus soldados, e apesar de desconsiderar todos os objetivos mais corajosos, como destruir todo o exército Britânico e capturar Alexandria, ele decidiu pelo menos atacar diretamente Alam el Halfa. O resultado foi exatamente o que Monty queria. Deste modo, mesmo Rommel tendo naquele momento, 500 tanques, sendo 200 destes novos e modernos Panzer IV Ausf F. e outras variações, e 700 aviões, enquanto que Montgomery tinha somente 450 tanques, sendo 370 destes obsoletos Valentine, Matilda e Crusader com a 2 pounder, e somente 500 aviões, a vitória foi britânica. Rommel atacou Alam el Halfa e fracassou, enquanto que a força aérea Britânica, melhor coordenada com Montgomery, focou nas colunas de veículos alemães. As perdas não foram exageradas, 1 500 britânicos e 2 700 alemães. Porém por causa de Alam el Halfa a iniciativa passou totalmente para o lado britânico. Rommel não iria atacar novamente, e Montgomery preparou a sua própria ofensiva enquanto seu exército crescia. Assim, em El Alamein, a grande ofensiva de Montgomery, ele possuía superioridade numérica de infantaria, aviões e tanques, o oposto de Alam el Halfa.
O resultado de El Alamein foi decisivo. Em 3 meses o 8 Exército Britânico avançou 2 000 milhas, capturando cerca de 60 000 alemães e italianos e perdendo somente 15 000. Trípoli, a cidade mais importante para o Eixo no Norte da África foi capturada, e Montgomery seguiu para a Tunísia. Enquanto os americanos foram derrotados em Sidi Bou Zid e Kasserine Pass, Montgomery infligiu outra derrota decisiva em Rommel na batalha de Medenine, e agora por definitivo Rommel viu que o Norte da África seria impossível de segurar, e voltou para a Alemanha. Neste período, Montgomery continuou avançando e quebrou a linha de Mareth, forçando os alemães a saírem de várias posições do fronte próximas ao Corpo de Exército Americano. O final da campanha Tunísia se deu  ao Montgomery entregar duas de suas divisões, a 7a Blindada e a 4a Indiana ao General Alexander, pois como ele estava a Oeste da Tunísia e não ao Sul como Montgomery (já que Monty veio de Trípoli e não de Casablanca por resultado da Operação Tocha) seria mais fácil de capturar Tunes. As duas divisões cumpriram os seus objetivos, capturando Tunes, e logo o fronte inteiro se desfez. Cerca de 500 mil tropas do Eixo, inclusive 8 000 aviões e 2 500 tanques, foram perdidos durante a campanha inteira, sendo a rendição final na Tunísia de 200 mil alemães e o mesmo número de Italianos.
Sob o comando de Eisenhower, liderou a invasão de Sicília com sucesso em 1943. Após a Sicília, Montgomery continuou a comandar o 8º Exército durante os desembarques de Itália. Pouco tempo depois, foi chamado ao Reino Unido para fazer parte do plano da Operação Overlord, a invasão da Normandia. Antes da invasão da Normandia, Montgomery assumiu o comando do 21º Grupo do Exército Britânico, e comandou a formação pelo resto da guerra na Europa.

Montgomery no norte da África, em novembro de 1942.

## Operação Overlord
Durante a invasão do Dia D, e por vários meses após a invasão, Montgomery comandou todas as forças terrestres aliadas: britânicas, canadenses e americanas. No setor norte do seu comando, as tropas Britânicas posicionadas próximas a Caen. O plano original de Montgomery era capturar Caen no D+2, mas na realidade demorou várias semanas para capturar a cidade crucial. Porém, isto de acordo com o plano de Montgomery para toda a operação Overlord, a sua persistência no flanco leste fez com que os alemães concentrassem a maioria de suas divisões no setor Anglo-Canadense, deixando o setor Americano do General Bradley pouco protegido. De fato, em Caen nos dois meses de luta, os alemães juntaram mais de 16 divisões, sendo metade blindadas, no setor Anglo-Canadense, enquanto que tinham somente 2 divisões blindadas no setor Americano, além de outras 3 divisões de infantaria.
Em geral, o seu desempenho durante os desembarques da Normandia foi criticado por muitas pessoas, inclusive por Eisenhower e Patton, que não entendiam que a concentração Alemã em Caen era parte do plano de Montgomery desde o inicio, e criticavam  a falta de território conquistado. Porém, capturar território no lado oriental da Normandia não era o objetivo de Montgomery, sendo isto detalhado meses antes da operação começar. O objetivo era forçar uma concentração desproporcional das tropas alemãs no flanco oriental, deixando a parte ocidental, que possuía benefícios para um rápido avance blindado, desprotegida. Em contrapartida a Patton e Eisenhower, Bradley seguiu as ordens de Montgomery sem críticas, inclusive anunciando que de fato Montgomery tinha planejado anteriormente forçar a concentração desproporcional alemã no fronte oriental, e tal fato foi decisivo para a vitória aliada na Normandia.
Antes da operação dar inicio, ele fez uma projeção do avanço aliado, que ao termino do bolsão de Falaise e a liberação de Paris, aproximou-se da realidade, em dois meses grande parte da França estava liberada e o grupo de Exército de Montgomery seguiu-se em diante a Bélgica e a Holanda, enquanto que o de Bradley desceu para  Lorraine. Mais de 500 mil soldados alemães foram perdidos na campanha da Normandia. Considerando que se a invasão tivesse fracassado o culpado seria Montgomery, por ter o controle operacional de todas as tropas, inclusive as americanas, e ter desenvolvido o plano após um esboço feito por outro britânico, Morgan, conclui-se  então o maior crédito da vitória na Normandia deve ser dado ao próprio Montgomery.

## Operação Market Garden
Eisenhower ficou com o comando das forças terrestres, enquanto continuava como Comandante Supremo. Montgomery ressentiu-se com esta mudança, mesmo tendo concordado antes da invasão do Dia-D. Winston Churchill promoveu Montgomery a Marechal como forma de compensação. O ressentimento de Montgomery partiu principalmente da mudança da estratégia, esta que tinha sido feita com muito sucesso na Normandia. Eisenhower, mostrando altamente incapaz de comandar os exércitos aliados, não manteve uma reserva motorizada e blindada, além de fazer avanços pelo fronte inteiro, da Bélgica até fronteira com a Suíça, ao contrário de fazer avanços em um espaço menor, mas estes com mais força e com reservas maiores, como Montgomery queria. Para Monty, seria melhor estabilizar o fronte ao sul, na fronteira entre a Alemanha e a França, e forçar um avanço maciço em grande escala pelo norte, ultrapassando as defesas alemãs no Rio Reno ao sul, e descendo da Holanda até a Alemanha, com o objetivo de capturar Berlin. Porém Eisenhower forçou a sua posição, já que agora tinha o controle operacional do teatro de operações. Entretanto, Eisenhower entregou a Monty as 3 divisões paraquedistas aliadas, e o forçou a usá-las.  Assim, Eisenhower continuou com o avanço em todo o fronte, mas queria que Monty fizesse um ataque um pouco mais forte pelo norte.
Assim, a Operação Market Garden foi planejada. Invés de ter um avanço definitivo, Monty foi dado 3 divisões, que não podiam alterar o conjunto das batalhas. Ainda assim, usando estas "migalhas" dadas por Eisenhower, ele planejou capturar uma grande área da Holanda, com as paraquedistas capturando várias pontes, e as divisões blindadas aproximando para dar apoio. Entretanto, mesmo praticamente todas as pontes e posições estratégicas sendo capturadas com sucesso, a principal de Arnhem, falhou no momento em que os paraquedistas britânicos ficaram vários dias lutando sem o apoio blindado que tinha sido prometido. Isto se deu por causa do atraso dos paraquedistas americanos em capturar a ponte de Nijmegen, além de que quando esta tinha sido capturada, os blindados britânicos pausaram para esperar a infantaria, ao contrário de seguir em diante para Arnhem.
Deste modo, a operação em si foi um fracasso, resultando em 15 mil perdas aliadas, e os críticos de Montgomery usaram desta oportunidade para o criticarem ainda mais, com Eisenhower e Bradley dizendo que a operação tinha tudo para dar certo e Montgomery foi dado o necessário e que para eles o fracasso foi por causa de Montgomery em si.

## Batalha do Bulge
Todavia, para analisar Market Garden, deve-se analisar também o fracasso da "broad front strategy" de Eisenhower, ou o avanço em todo o fronte. Em Lorraine, Patton ficou preso tentando capturar Metz por três meses, resultando em 42 mil perdas americanas, sendo que os alemães se retiraram com sucesso. Na floresta de Hurtgen, Bradley perdeu 35 mil americanos falhando ao capturá-la, e os alemães continuaram com o território por meses. Mas o maior fracasso foi durante a Batalha do Bulge, o contra ataque alemão em uma área mal defendida do fronte aliado. Eisenhower cometeu o mesmo erro dos generais franceses em 1940 ao não deixar uma reserva mobilizada para contra atacar em qualquer lugar no fronte, e em considerar que as Ardenas seriam fáceis de proteger e que dificilmente os alemães atacariam por aquela direção. O resultado foi um desastre, o avanço alemão literalmente dividiu o fronte aliado no meio, e o caos foi tanto que Bradley, com seu Quartel General em Luxemburgo, perdeu totalmente o contato com seus exércitos ao norte do avanço alemão.
Porém Montgomery, com seu Grupo de Exército na Bélgica e na Holanda, tinha contato com as tropas americanas e Eisenhower, desesperado, entregou ao seu comando o Nono Exército Americano e o Primeiro Exército Americano. Em seguida Montgomery logo começou a organizar a defesa, impedindo as tropas americanas, já empobrecidas de homens, a perderem mais. Além disso, ele moveu as suas próprias reservas britânicas ao fronte, com o intuito de ajudar as americanas. O comandante alemão do 5th Panzer Army, Hasso von Manteuffel, disse o seguinte sobre Montgomery na Batalha do Bulge:
"Logo que Montgomery começou a reorganizar a defesa, o efeito foi direto. Os americanos não estavam fazendo mais ataques em vãos que só ocasionavam em suas mortes. Além disso, ele organizou a defesa em conjunto, tornando vários bolsões de resistência americanos em um efeito coordenado de defesa com o intuito de parar a ofensiva."
Deste modo, os americanos ao norte seguraram até que os reforços organizados de última hora por Eisenhower conseguisse substituir as tropas cansadas, mas o estrago estava feito. Os americanos perderam mais de 90 mil soldados, e os alemães cerca de 75 mil. Em 7 de janeiro, 1945 Montgomery deu uma conferência de imprensa explicando a mudança de comando dos dois exércitos americanos durante a Batalha do Bulge, além de ovacionar o soldado americano que mostrou grande virtude durante a luta, e proclamou que desejava o fim da briga de bastidores entre os aliados, sendo o importante a vitória sobre a Alemanha Nazista. Porém logo que Bradley e Patton tiveram a notícia da troca de comando, eles o criticaram como oportunista. O ressentimento dos generais americanos era tanto que, anos depois da guerra, Montgomery disse que era melhor ele não ter feito a conferência, pois não importando o seu conteúdo, ele ainda seria criticado pelo seus supostos "aliados".

## Os anos finais de Montgomery
Após estas batalhas, ele seguiu com os seus exércitos para dentro da Alemanha, capturando Hamburgo, e aceitando a rendição total da Alemanha por Karl Donitz.
Foi instituído como o 1º Visconde Montgomery de Alamein e chefe supremo do comando imperial inglês em 1946. Foi também comandante supremo adjunto das forças militares da OTAN de 1951 a 1958. Morreu em 1976, sendo enterrado no cemitério Holy Cross, Binstead, Hampshire.
Montgomery era adorado pelos seus oficiais e soldados, mas odiado por seus superiores e competidores, estes em sua maioria americanos. Desde o fim da guerra Montgomery é lembrado pelos americanos somente pelo seu fracasso em Market Garden, e por ser o principal nome britânico, historiadores americanos e contemporâneos como Eisenhower o criticam demasiadamente, principalmente na tentativa americana de fazer páreo com o esforço de guerra Soviético (carece de fontes). O esforço de guerra Britânico então segue tendo sua imagem denegrida, pois conclui-se que se o esforço americano foi menor em relação ao britânico (e de fato foi, considerando não só o Norte da África, mas o mais de um ano em que o Reino Unido resistiu com sucesso sozinho contra a Europa ocupada entre 1940 e 1941, na Batalha da Bretanha, Cerco de Malta, Operação Compasso, a campanha do Leste da África, Operação Crusader, a Batalha do Atlântico, e etc.) segue-se então que o esforço americano nem aproxima do Soviético (carece de fontes). 